# Pentagonia spathicalyx
Pentagonia spathicalyx är en måreväxtart som beskrevs av Karl Moritz Schumann. Pentagonia spathicalyx ingår i släktet Pentagonia och familjen måreväxter. IUCN kategoriserar arten globalt som akut hotad. Inga underarter finns listade i Catalogue of Life.